# Blighia welwitschii
Blighia welwitschii (Hiern) Radlk., 1933 è una pianta appartenente alla famiglia delle Sapindacee.

## Descrizione
È un albero dioico sempreverde alto fino a 35-50 metri.
I fiori, bianchi, hanno un profumo dolce e sono singoli o raccolti in piccoli gruppi.
Il frutto è trilobato, di colore da arancione a rosso quando maturo, e contiene fino a tre semi ellittici lunghi 2,5–3 cm. I semi poggiano su arilli gialli.

## Distribuzione e habitat
È diffuso in Africa Occidentale e Africa Centrale: la presenza è accertata in Angola (parte settentrionale e provincia di Cabinda), Benin, Camerun, Repubblica Centrafricana, Repubblica Democratica del Congo, Repubblica del Congo, Gabon, Ghana, Guinea, Costa d'Avorio, Liberia, Nigeria, Sierra Leone, Uganda, mentre è dubbia la presenza in Sudan e Sud Sudan.

## Uso
Ha un uso alimentare limitato: le foglie giovani vengono utilizzate in Liberia per condire le zuppe, e gli arilli maturi possono essere mangiati.
Viene maggiormente utilizzata per il legno ed ha un ruolo importante nella medicina tradizionale.